# Matamba Joaquim
Matamba Joaquim (Sambizanga, 1982), é um actor, argumentista e escritor de nacionalidade angolana e francesa, premiado pela Fundação GDA pelo seu papel em Comboio de Sal e Açúcar, o primeiro filme moçambicano a submeter a candidatura aos óscares.            

## Biografia
Matamba Joaquim nasceu em 1982, no município de Sambizanga, que faz parte da área metropolitana de Luanda. Estudou no Instituto Nacional de Formação Artística de Luanda (INFA), onde formou-se em Teatro.
Após terminar o curso, mudou-se para Portugal onde conheceu os actores Daniel Martinho, Miguel Sermão e Meirinho Mendes. Foi com os dois primeiros e com Zia Soares que, em 2009, fundou o Teatro Griot, do qual também fazem parte Ângelo Torres, Ana Mendes, Giovanni Lourenço, Margarida Bento e Susana Sã. Actor residente da companhia, actuou em várias peças produzidas por ela e encenadas por encenadores como: António Pires, João Fiadeiro, Guilherme Mendonça, Rogério de Carvalho, Paula Diogo e Zia Soares.
Paralelamente à sua carreira teatral, Matamba Joaquim fez parte do elenco de vários filmes, entre os quais se destaca o premiado Comboio de Sal e Açúcar realizado por Licinio Azevedo e que foi o primeiro filme moçambicano a submeter uma candidatura aos óscares. 
Na televisão trabalhou quer como actor quer como argumentista, entre elas encontram-se: Café Kwanza, Professor Caramba e Ti Chico. 
Em 2016 integrou o elenco da novela «Amor Maior», da SIC.

## Reconhecimento e Prémios
Ao longo da sua carreira recebeu vários prémios, nomeadamente:
- Matamba e todo o elenco do filme Capitão Falcão, foram premiados com o Prémio de Melhor Elenco na edição de 2016 dos Prémios CinEuphoria[11]
- Em 2018, ganhou o Prémio de Novo Talento na XI Edição do Prémio Atores de Cinema atribuídos pela Fundação GDA, pelo seu papel no filme Comboio de Sal e Açúcar [12][13]

É membro com carácter permanente da Academia Portuguesa de Cinema, tendo em 2022 feito parte do comité que pré-seleccionou os filmes a candidatar ao Óscar. 

## Filmografia Seleccionada
Fez parte do elenco dos filmes: 
- 2015 - Capitão Falcão, do realizador João Leitão
- 2016 - A Pedra, curta-metragem realizada por Ana Lúcia Carvalho [18]
- 2016 - O Lugar que ocupas, documentário realizado por Pedro Filipe Marques
- 2016 - Comboio de Sal e Açúcar, do realizador Licinio Azevedo [7]
- 2017 - A ilha dos cães, do realizador Jorge António
- 2020 - Um animal amarelo, do realizador Felipe Bragança [19]
- 2021 - Evadidos, do realizador Bruno Gascon [20]
- 2022 - Vermelho Monet, do realizador Halder Gomes [21]
- 2022 - Um filme em forma de assim, do realizador João Botelho

## Teatro
No teatro participou em várias peças produzidas e levadas à cena em vários teatros, nomeadamente: Teatro Griot, Teatro Nacional Dona Maria II e o Teatro São Luiz. Entre as peças destacam-se:
- 2013 - Faz Escuro nos Olhos, encenada por Rogério de Carvalho, no Elinga Teatro, em Luanda [22]

- 2014 - As Confissões Verdadeiras de Um Terrorista Albino, com encenação de Rogério de Carvalho [23]

- 2016 - O Lugar por Onde a Vaca Passou, criada a partir da obra Prometeu Agrilhoado de Ésquilo, encenada por João Fiadeiro [24]
- 2017 - Os Negros, no Teatro São Luiz, encenada por Rogério de Carvalho
- 2022 - Uma Dança das Florestas, no Teatro São Luiz, encenada por Zia Soares [25]